# Phalaenopsis speciosa
Phalaenopsis speciosa là một loài lan đặc hữu của quần đảo Andaman và Nicobar.

## Hình ảnh

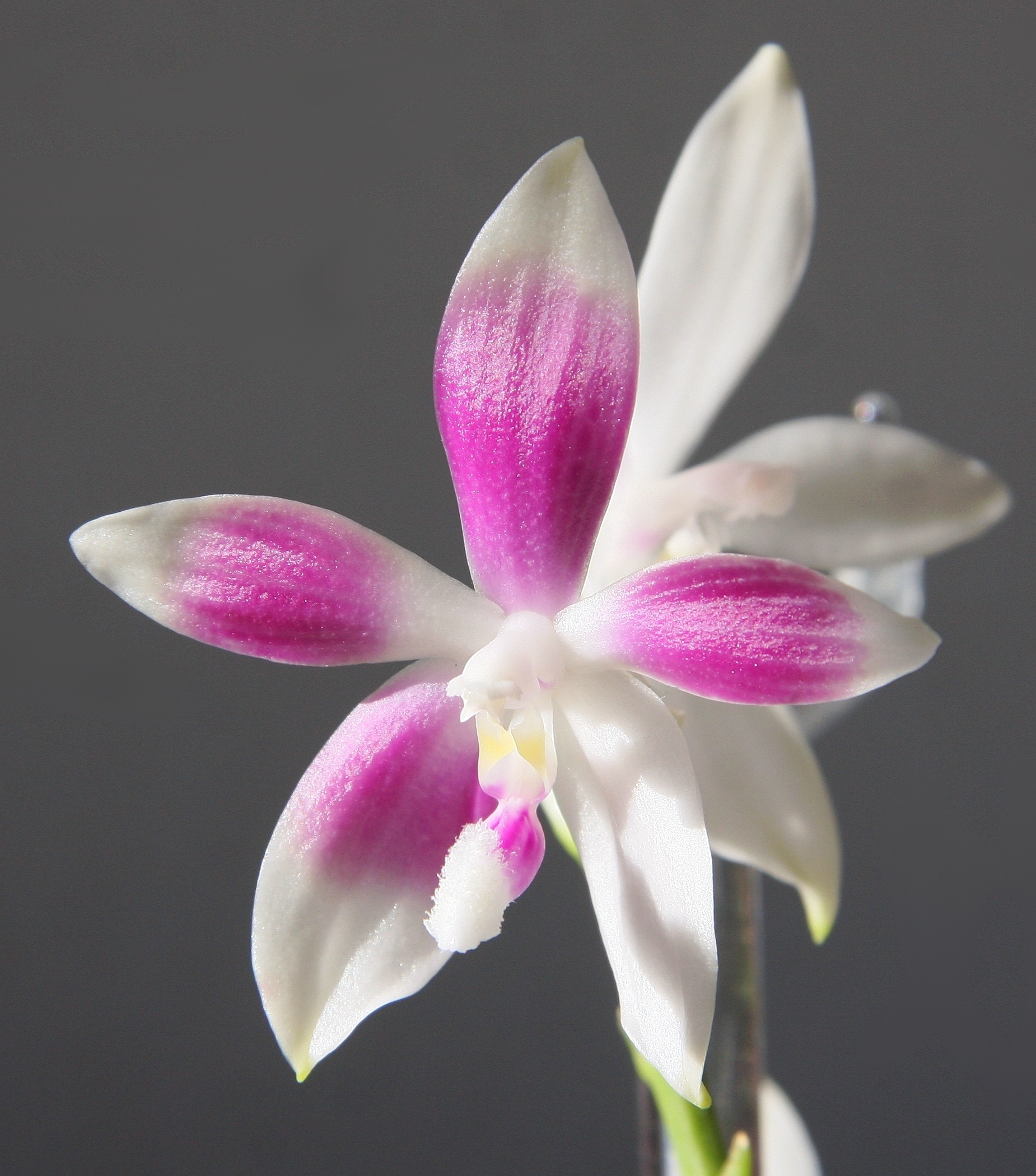
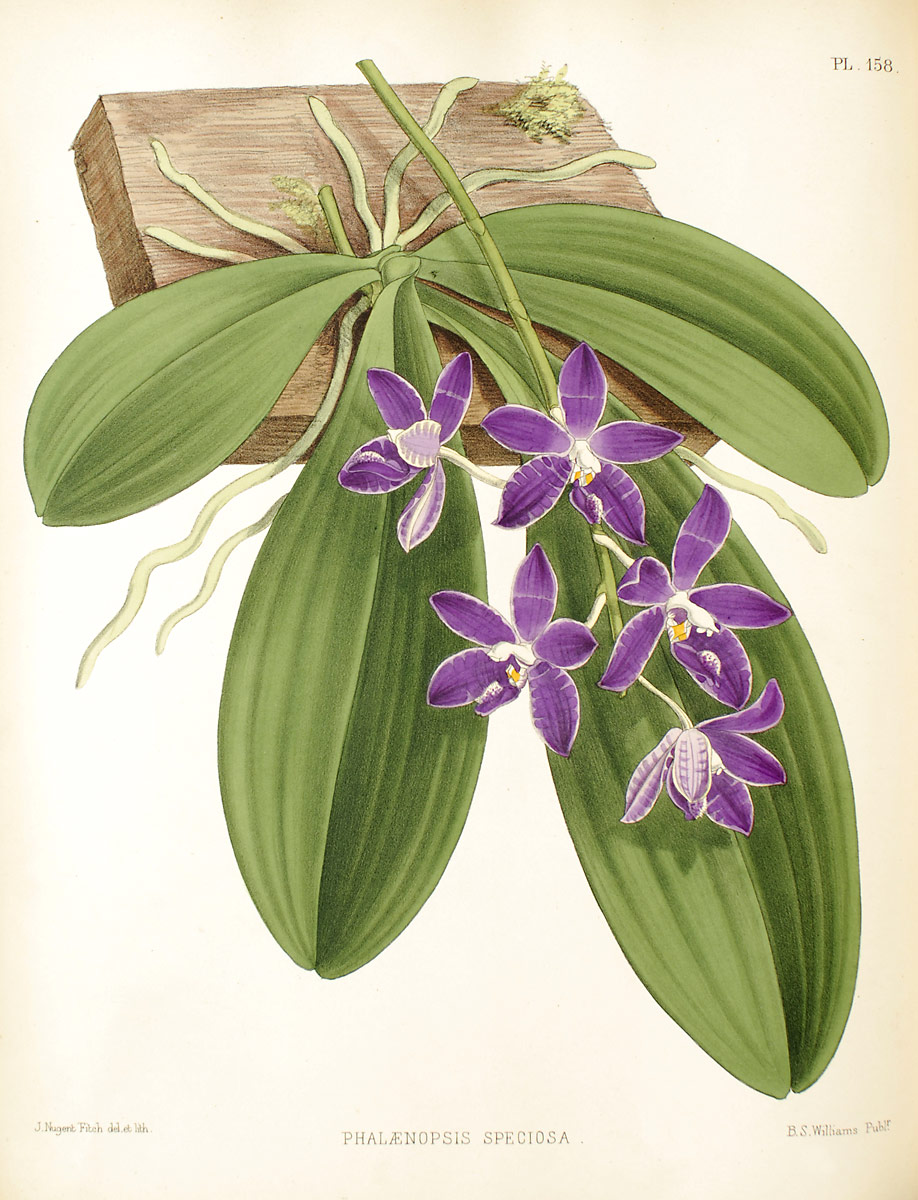